# Биби Торијани
Рикард „Биби” Торијани (итал. Richard "Bibi" Torriani; Санкт Мориц, 1. октобар 1911 — Хур, 3. септембар 1988) био је швајцарски аматерски играч хокеја на леду и санкаш који се активно такмичио на међународној сцени од 1920их до 1950их година. Званично је проглашен за најбољег швајцарског хокејаша свих времена. Већи део своје играчке каријере провео је као играч ХК Давоса, у чијем дресу је у периоду од 1930. до 1950. освојио чак 18 титула националног првака. У Давосу је од 1933. играо заједно са браћом Фердинандом и Хансом Катинијем, а заједно су чинили чувену „Ни линију”, најјачи нападачки тандем у историји швајцарског хокеја.
За репрезентацију је одиграо укупно 111 утакмица и постигао 105 голова. Са репрезентацијом Швајцарске у хокеју на леду освојио је две бронзане олимпијске медаље, на Зимским олимпијским играма 1928. и 1948. године (оба турнира су одиграна у родном му Санкт Морицу). Такође је био делом швајцарског олимпијског тима на ЗОИ 1936. године. На светским првенствима играо је у неколико наврата, а највећи успех му је била сребрна медаља на првенству 1935, а освојио је и још три бронзане медаље на истим такмичењима. На церемонији отварања Зимских олимпијских игара 1948. у име свих спортиста изговорио је олимпијску заклетву.
По окончању играчке каријере радио је као тренер у швајцарској и италијанској репрезентацији и разним клубовима, а са екипом Випса освојио је титулу националног првака 1962. године.
Поред хокеја на леду Торијани се бавио и санкањем, а највећи успех у овом спорту остварио је на светском првенству 1957. године чији домаћин је био Давос, и где је освојио сребрну медаљу.
Године 1997. постао је првим швајцарским хокејашем који је постао члан хокејашке куће славних ИИХФ-а.
Због заслуга за развој хокејашког спорта у Давосу, њему у част једна од група традиционалног предновогодишњег турнира Шпенглеровог купа који сваке године организује ХК Давос, носи његово име – „Група Торијани”.